# Predavec
Predavec es una localidad de Croacia en el municipio de Kloštar Ivanić, condado de Zagreb.

## Geografía
Se encuentra a una altitud de 138 m s. n. m. a 48,2 km de la capital nacional, Zagreb.

## Demografía
En el censo 2011, el total de población de la localidad fue de 271 habitantes.
Según estimación 2013 contaba con una población de 264 habitantes.